# 南京号导弹驱逐舰
“南京”号导弹驱逐舰（舷号155）简称“南京”舰，是052D型导弹驱逐舰九号舰，现服役于中国人民解放军海军东部战区海军驱逐舰第六支队。该舰可单独或协同海军其他兵力攻击水面舰艇、潜艇，具有较强的区域防空和对海作战能力。江苏省省会南京市于2014年4月向海军总部递送命名请示后，南京舰命名。该舰由中船工业江南造船开工建造，于2015年12月28日下水，2018年4月2日入列，服役于东部战区海军驱逐舰第六支队。

## 历史
2022年8月2日，中国人民解放军东部战区对台实施環台軍演，8月6日至9日，南京号驱逐舰在台湾东部外海参与联合军事演习时，曾与左營號驅逐艦近距离对峙。
2024年8月2日，解放军海军2艘052D型155号“南京”舰及157号“丽水”舰经钓鱼岛海域前出西太平洋。
2024年12月4日，解放军海军2艘052D型154号“厦门”舰、155号“南京”舰及1艘054A型577号“黃冈”舰穿越宫古海峡进入西太平洋。
2025年2月10日至11日，解放军海军33号“安徽”舰领衔的7舰编队穿越宫古海峡进入西太平洋，编队包括2艘052D型134号“绍兴”舰、155号“南京”舰，2艘054A型530号“徐州”舰、577号“黃冈”舰，071型986号“四明山”舰及903型886号“微山湖”舰。
2025年4月3日，解放军海军155号“南京”舰及577号“黃冈”舰于东海及西太平洋海域开展例行演练。
2025年5月25日晚，解放军海军“辽宁”舰编队新增055型101号“南昌”舰及052D型155号“南京”舰。
2025年5月27日至5月29日，解放军海军“辽宁”舰编队前出西太平洋开展训练，其规模已达10舰，包括2艘055型101号“南昌”舰、104号“无锡”舰，4艘052D型121号“齐齐哈尔”舰、122号“唐山”舰、131号“太原”舰、155号“南京”舰，2艘054A型515号“滨州”舰、599号“安阳”舰及1艘901型901号“呼伦湖”舰。